# Jürgen Ulderup
Jürgen Ulderup (* 11. Oktober 1910 in Cuxhaven; † 23. April 1991 in Stemwede-Haldem) war ein deutscher Unternehmer und Gründer der nach ihm benannten Dr.-Jürgen-Ulderup-Stiftung.

## Leben
Jürgen Ulderup wurde 1910 in Cuxhaven geboren. Sein Vater Wilhelm Ulderup (1876–1959) war unter anderem Unternehmer, der 1927 mit Hugo Junkers das Luftfrachtunternehmen Luftfrako gründete, 1928 die Deutsche Tramp Luftfahrt GmbH und 1945 die Norddeutsche Metallwaren mbH; seine Mutter Mathilde Bothilde (1881–1964)
war die Tochter eines Kaufmanns, Schiffsausrüster in Apenrade.
In  Berlin legte Ulderup 1929 am Falk-Gymnasium das Abitur ab. Er studierte Wirtschaftswissenschaften an der Technischen Hochschule Charlottenburg mit Abschluss als Diplom-Ingenieur im Jahr 1933. Mit der Dissertation Der Stand des Weltluftverkehrs und seine Probleme, insbesondere in Deutschland wurde er dort 1935 zum Dr.-Ing. promoviert.
Bereits seit Ende 1933 war er Vorstandsassistent der Auto Union AG. Im November 1934 kam Ulderup wegen regimekritischer Äußerungen in das KZ Sachsenburg. Nach der Freilassung wenige Wochen später wurde er im Januar 1935 in das DKW-Werk Spandau versetzt, 1936 übernahm er Aufbau und Leitung des Vertriebs der Mitteldeutschen Motorenwerke. Um weiteren Schwierigkeiten mit dem NS-Regime zu entgehen, trat Ulderup 1935 der Reiter-SS und 1937 der NSDAP bei. 1941 wechselte er als Leiter des Technischen Hauptbüros im Motorenbau zu den Junkers Flugzeug- und Motorenwerken in Dessau.
Ab März 1944 war er Betriebsführer der Zittwerke, einem Tarnunternehmen der Junkers-Werke, in dem auch KZ-Häftlinge zur Zwangsarbeit eingesetzt wurden.
Anfang April 1945 verhaftete und überstellte ihn die Gestapo wegen Wehrkraftzersetzung ins Polizeigefängnis nach Prag. Unter Bewachung arbeitete er weiter, zuerst im Junkers-Werk Prag, dann wieder in Zittau, wo er sich vor dem Einmarsch der sowjetischen Truppen absetzte und zu seiner Familie nach Neuenrade (Schleswig-Holstein) floh.
Nach dem Zweiten Weltkrieg gründete Ulderup das im Jahr 1947 in das Handelsregister der Stadt Diepholz eingetragene Unternehmen Lemförder Metallwarengesellschaft, zunächst unter dem Namen seines Vaters, da er auf Grund seiner NSDAP- und SS-Mitgliedschaft und seiner nicht unbedeutenden Funktion in der NS-Rüstungswirtschaft Schwierigkeiten mit der britischen Besatzungsmacht im Rahmen der Entnazifizierung befürchtete.
Auf der Suche nach dem Material für eine Abdeckkappe stieß er auf den Chemiker Gottfried Reuter, mit dem und der Continental AG er 1962 die Elastogran GmbH gründete. Ulderup stieg 1964 aus dem Unternehmen aus, das Reuter zwischen 1969 und 1971 sukzessiv an BASF verkaufte. Die ehemalige Elastogran firmiert heute als BASF Polyurethanes GmbH und ist das internationale Polyurethan-Forschungszentrum des Konzerns.
Im Jahr 1983 gründete Ulderup gemeinsam mit seiner Ehefrau Irmgard (1922–2011) die Dr.-Jürgen-Ulderup-Stiftung, die im Februar 2009 mit der Irmgard-Ulderup-Stiftung zur Dr. Jürgen und Irmgard Ulderup Stiftung zusammengefasst wurde.
Ulderups Lebenswerk war der Aufbau der Unternehmen Lemförder Metallwaren AG und Lemförder Metallwaren J. Ulderup AG & Co, mit denen er wesentlich zur wirtschaftlichen Entwicklung der Region um den Dümmer beitrug und die er 1984 als Sacheinlage in die  ZF Friedrichshafen einbrachte. Entsprechend hält die Dr. Jürgen und Irmgard Ulderup Stiftung 6,2 % an ZF.

## Schriften
- Der Stand des Weltluftverkehrs und seine Probleme, insbesondere in Deutschland (= Neue deutsche Forschungen. Abteilungen Betriebswirtschaftslehre, Bd. 1; = Bd. 17 der Gesamtreihe), Dissertation 1934 an der Technischen Hochschule in Berlin, 157 Seiten, Berlin: Junker und Dünnhaupt, 1935[3]

## Ehrungen
- Das Berufsbildungszentrum Dr. Jürgen Ulderup in Diepholz wurde nach dem Unternehmer Ulderup benannt.[9]
- Die Dr. Jürgen und Irmgard Ulderup-Schule, Montessori Grundschule Haldem in Stemwede trägt den Namen Jürgen Ulderups und seiner Ehefrau Irmgard.[10]
- Die Gemeinde Stemwede benannte einen Sitzungssaal nach dem Ehepaar Ulderup.[11]